# Marquesado de Casa Valdés
El marquesado de Casa Valdés es un título nobiliario español creado por la reina Isabel II por real decreto de 28 de octubre de 1846 y real despacho del 15 de enero de 1847, a favor de Félix Valdés de los Ríos y Flórez.

## Marqueses de Casa Valdés
|                        | Titular                                  | Periodo                |
| Creación por Isabel II | Creación por Isabel II                   | Creación por Isabel II |
| ---------------------- | ---------------------------------------- | ---------------------- |
| I                      | Félix Valdés de los Ríos y Flórez        | 1847-1882              |
| II                     | José Valdés Mathieu de Billy             | 1882-1952              |
| III                    | Juan Valdés y Armada                     | 1952-1984              |
| IV                     | Beatriz Valdés y Ozores.                 | 1984-2019              |
| V                      | Beatriz Ramírez de Haro y Valdés         | 2019-2020              |
| VI                     | Isabel Azlor de Aragón y Ramírez de Haro | 2020-actual titular    |

## Historia de los marqueses de Casa Valdés
- Félix Valdés de los Ríos y Flórez (Gijón, 1804-San Sebastián, 9 de abril de 1881), I marqués de Casa Valdés,[2] teniente coronel de artillería, diputado a Cortes, maestrante de Sevilla.[1] Fue el principal impulsor del proyecto de ensanche de Gijón, motivo que le dio una calle en la ciudad en 1875.[3]

Casó en primeras nupcias con Antonia María de los Dolores Guillén y Merino, sin descendencia. Contrajo un segundo matrimonio con María Josefina Mathieu y Billy de Valois (Gravelotte, 1848-Madrid, 28 de enero de 1922). Le sucedió su hijo del segundo matrimonio:
- José Valdés Mathieu de Billy (n. París, 18 de octubre de 1857),[1] II marqués de Casa Valdés.[2]

Casó, el 3 de julio de 1900, con María Manuela de Armada y de los Ríos Enríquez (n. Deva, 7 de mayo de 1873).
- Juan Valdés y Armada (n. Madrid, 14 de noviembre de 1900),[1] III marqués de Casa Valdés[2] y caballero de la Orden de Montesa desde el 26 de noviembre de 1926.[1]

Contrajo matrimonio en 1925 con Teresa de Ozores y Saavedra (Madrid, 22 de enero de 1902-3 de noviembre de 1983), historiadora de jardines y jardinera paisajista. Le sucedió su hija:
- Beatriz Valdés y Ozores (4 de mayo de 1926-25 de febrero de 2019),[5] IV marqués de Casa Valdés.[2]

Casó, el 28 de abril de 1947, con Ignacio Fernando Ramírez de Haro y Pérez de Guzmán (1918-2010), XIV conde de Murillo, XV conde de Bornos, X marqués de Villanueva de Duero, XV conde de Villariezo y III marqués de Cazaza en África. Le sucedió su hija:
- Beatriz Ramírez de Haro y Valdés (n. Zarauz, 15 de julio de 1948), V marquesa de Casa Valdés[5] y XVI condesa de Murillo[9]

Casó el 16 de julio de 1969, en Guadalajara, siendo su primera esposa, con Francisco Javier de Urzaiz  Azlor de Aragón, VIII duque de Luna. En 22 de octubre de 2020 le sucede su hija a quien cedió el título:
- Isabel Azlor de Aragón y Ramírez de Haro, VI y actual marquesa de Casa Valdés.[11]